# Charles Ying
Charles Ying (n. 2 de abril de 1979) es un cantante cantopop hongkonés. Luego de interpretar una canción titulada Do I Still Love You, que fue interpretada para una película titulada "Leaving me, Loving you", fue registrado por Leon Lai de East Asia Record Production y se convirtió en uno de los nuevos artistas más aclamados en el 2005.

## Biografía
Charles Ying nació en Hong Kong. A la edad de 4 años, él y su padre emigraron a Vancouver, Canadá. Entonces a la edad de 7 años, regresó para quedarse en Hong Kong y estudió en el grafo 7 antes de mudarse a los Estados Unidos, esto para continuar su educación superior. Después de completar sus estudios, regresó a Hong Kong en el 2002 y consiguió empleo en Asia Pacific Head Office-Designer Support.

## Discografía

### Álbumes en cantonés
| Fecha de lanzamiento    | Título  | Etiqueta musical |
| ----------------------- | ------- | ---------------- |
| 28 de noviembre de 2005 | Charles | East Asia Music  |

## Filmografía
- Fire of Conscience (2010)
- ICAC Investigators 2011 (2011)
- Once Upon a Song (2015)